# Beggars
 (mai 2017).
Si vous disposez d'ouvrages ou d'articles de référence ou si vous connaissez des sites web de qualité traitant du thème abordé ici, merci de compléter l'article en donnant les références utiles à sa vérifiabilité et en les liant à la section « Notes et références ».
Albums de Thrice
The Alchemy Index Vols III & IV - Air & Earth
(2008) Major/Minor
(2011)
Beggars est un album du groupe américain de post-hardcore Thrice, sorti en 2009.

## Liste des titres
Toutes les paroles sont écrites par Dustin Kensrue, sauf annotation, toute la musique est composée par Thrice.
| 1.    | All the World Is Mad                            | 3:59 |
| 2.    | The Weight                                      | 5:00 |
| 3.    | Circles                                         | 4:19 |
| 4.    | Doublespeak                                     | 4:51 |
| 5.    | In Exile                                        | 3:53 |
| 6.    | At the Last                                     | 4:05 |
| 7.    | Wood & Wire                                     | 4:10 |
| 8.    | Talking Through Glass / We Move Like Swing Sets | 4:30 |
| 9.    | The Great Exchange                              | 3:33 |
| 10.   | Beggars                                         | 5:24 |
| 43:41 |                                                 |      |

Note
We Move Like Swing Sets est écrit par Eddie Breckenridge.
| Titres bonus - Édition CD et support numérique (Vagrant Records, 15 septembre 2009) | Titres bonus - Édition CD et support numérique (Vagrant Records, 15 septembre 2009) | Titres bonus - Édition CD et support numérique (Vagrant Records, 15 septembre 2009) | Titres bonus - Édition CD et support numérique (Vagrant Records, 15 septembre 2009) | Titres bonus - Édition CD et support numérique (Vagrant Records, 15 septembre 2009) | Titres bonus - Édition CD et support numérique (Vagrant Records, 15 septembre 2009) | Titres bonus - Édition CD et support numérique (Vagrant Records, 15 septembre 2009) | Titres bonus - Édition CD et support numérique (Vagrant Records, 15 septembre 2009) | Titres bonus - Édition CD et support numérique (Vagrant Records, 15 septembre 2009) | Titres bonus - Édition CD et support numérique (Vagrant Records, 15 septembre 2009) |
| No                                                                                  | Titre                                                                               | Durée                                                                               |                                                                                     |                                                                                     |                                                                                     |                                                                                     |                                                                                     |                                                                                     |                                                                                     |
| ----------------------------------------------------------------------------------- | ----------------------------------------------------------------------------------- | ----------------------------------------------------------------------------------- | ----------------------------------------------------------------------------------- | ----------------------------------------------------------------------------------- | ----------------------------------------------------------------------------------- | ----------------------------------------------------------------------------------- | ----------------------------------------------------------------------------------- | ----------------------------------------------------------------------------------- | ----------------------------------------------------------------------------------- |
| 11.                                                                                 | All the World Is Mad (Free the Robots remix)                                        | 3:58                                                                                |                                                                                     |                                                                                     |                                                                                     |                                                                                     |                                                                                     |                                                                                     |                                                                                     |
| 12.                                                                                 | Answered (B-side)                                                                   | 3:44                                                                                |                                                                                     |                                                                                     |                                                                                     |                                                                                     |                                                                                     |                                                                                     |                                                                                     |
| 13.                                                                                 | Circles (Textual remix)                                                             | 4:10                                                                                |                                                                                     |                                                                                     |                                                                                     |                                                                                     |                                                                                     |                                                                                     |                                                                                     |
| 14.                                                                                 | Helter Skelter (cover des Beatles)                                                  | 3:18                                                                                |                                                                                     |                                                                                     |                                                                                     |                                                                                     |                                                                                     |                                                                                     |                                                                                     |
| 15.                                                                                 | Red Telephone (B-side)                                                              | 2:35                                                                                |                                                                                     |                                                                                     |                                                                                     |                                                                                     |                                                                                     |                                                                                     |                                                                                     |
| 17:45                                                                               |                                                                                     |                                                                                     |                                                                                     |                                                                                     |                                                                                     |                                                                                     |                                                                                     |                                                                                     |                                                                                     |

Note
Helter Skelter est écrit par Lennon–McCartney.

## Crédits

### Membres du groupe
- Dustin Kensrue : chant, guitare rythmique
- Teppei Teranishi : guitare (lead), claviers, piano, chant sur "Red Telephone"
- Eddie Breckenridge : basse, chant sur Talking Through Glass / We Move Like Swing Sets
- Riley Breckenridge : batterie, percussions

### Équipes technique et production
- Production : Thrice, Teppei Teranishi
- Ingénierie : Teppei Teranishi
- Mastering : Howie Weinberg
- Mixage : Dave Schiffman*
- Management : Ken O'Leary, Nick Ben-Meir
- Design : Nathan Warkentin
- Photographie : Matt Wignall, Nathan Warkentin